# Mistreat
Mistreat — финская ультраправая группа, исполняющая музыку в стиле рок против коммунизма.
В текстах группы отражена тема советско-финских войн и почтения к финским ветеранам («Veteran»), а также русофобии («Uraalihin iivana»), неонацизма и расизма («H.A.T.E.», «Ei armoa»). Тексты некоторых песен отсылают к тематике Нацистской Германии и нацистской Германии («Fourth Reich», «Joulu Auschwitzissa»). Группа также выступает в своих песнях против применения психоактивных веществ («Fuck the drugs», «Junkie»), мультикультурализма, коммунизма («It´s not over») и гомосексуализма («I hate faggots»).
Наиболее известные песни Mistreat — «Finland skinheads», «We’re ready», «Hang the scum», «Skinhead girl», «To die for!» и «On its knees». Также группа исполняла старые финские патриотические песни времён Гражданской и Второй мировой войн — «Kymenlaakson laulu», «Njet, Molotoff», «Sillanpään marssilaulu», «Marskin miehiä», «Röhöranta», «Oi Molotohvi», песню Ирвина Гудмена «Mutakuono ja lakupelle», а также песни, написанные Джеймсом Эрлом Реем и гимн спортивного общества ХИФК «Stadin numero 1».

## Состав

### Текущий состав
- Муке — гитара, вокал
- Пете — бас-гитара
- Миика — гитара
- Атте — ударные

### Бывшие участники
- Йонне — ударные
- Пауль — ударные
- Йосе — ударные, гитара
- Арска — гитара
- Кайтсу — бас-гитара
- Яке — бас-гитара
- Суйкканен — гитара
- Speedy — гитара

## Дискография
- 1990 — Mistreat-EP
- 1995 — Faith and fury
- 1997 — The Flame From The North
- 1997 — Waffenbrüder (совместный альбом с немецкой группой Kraftschlag)
- 2000 — Battle Cry
- 2001 — Ultimate Mistreat (сборник)
- 2001 — Beer bottles & Hockey sticks (совместный альбом с американской группой Bound for Glory)
- 2002 — Best of… (виниловый сборник)
- 2003 — Unfinished Business (сборник)
- 2005 — Never forgive — never forget